# Гавриленково
Гавриле́нково (до 1948 года Большо́й Арпа́ч и Ма́лый Арпа́ч; укр.  Гавриленкове, крымскотат. Büyük Arpaç, Küçük Arpaç, Буюк Арпач, Кучюк Арпач) — исчезнувшее село в Ленинском районе Республики Крым, располагавшееся на юго-западе района, в степной части Крыма, примерно в 9 км к югу от современного села Яркое.

## История
Первое документальное упоминание села встречается в Камеральном Описании Крыма… 1784 года, судя по которому, в последний период Крымского ханства Серпач входил в Орта Керченский кадылык Кефинского каймаканства. После присоединения Крыма к России (8) 19 апреля 1783 года, (8) 19 февраля 1784 года, именным указом Екатерины II сенату, на территории бывшего Крымского Ханства была образована Таврическая область и деревня была приписана к Левкопольскому, а после ликвидации в 1787 году Левкопольского — к Феодосийскому уезду Таврической области. После Павловских реформ, с 1796 по 1802 год, входила в Акмечетский уезд Новороссийской губернии. По новому административному делению, после создания 8 (20) октября 1802 года Таврической губернии, Арпач был включён в состав Кадыкелечинской волости Феодосийского уезда.
По Ведомости о числе селений, названиях оных, в них дворов… состоящих в Феодосийском уезде от 14 октября 1805 года , в деревне Арпач числилось 25 дворов и 100 жителей. На военно-топографической карте генерал-майора Мухина 1817 года деревня Арпаше обозначена с 22 дворами. После реформы волостного деления 1829 года Арпач, согласно «Ведомости о казённых волостях Таврической губернии 1829 года», отнесли к Чалтемирской волости (переименованной из Кадыкелечинской). На карте 1836 года в деревне 18 дворов. Затем, видимо, в результате эмиграции крымских татар, деревня заметно опустела и на карте 1842 года Арпач обозначен условным знаком «малая деревня», то есть, менее 5 дворов.
В 1860-х годах, после земской реформы Александра II, деревню приписали к Сарайминской волости. Согласно «Списку населённых мест Таврической губернии по сведениям 1864 года», составленному по результатам VIII ревизии 1864 года, Арпач — владельческая татарская деревня с 25 дворами, 99 жителями и мечетью при колодцах. По обследованиям профессора А. Н. Козловского начала 1860-х годов, в селении колодцы были глубиной 1—5 саженей (от 2 до 10 м), но в большинстве из них (около трёх четвертей) вода была «дурного качества». Также имелись ауты, которые высыхали в течение лета (Аут — небольшой пруд в степном Крыму, наполнявшийся дождевой и талой водой). На трёхверстовой карте Шуберта 1865—1876 года в деревне Арпач обозначено 22 двора. По «Памятной книге Таврической губернии 1889 года», по результатам Х ревизии 1887 года, в деревне Арпач числилось 13 дворов и 80 жителей.
После земской реформы 1890-х годов деревню передали в состав Петровской волости. По «…Памятной книжке Таврической губернии на 1892 год» в безземельной деревне Арпач, не входившей ни в одно сельское общество, числилось 147 жителей, домохозяйств не имеющих. На верстовой карте Крыма 1896 года в селении обозначено 23 двора с татарским населением. По «…Памятной книжке Таврической губернии на 1902 год» в деревне Арпач, входившей в Джапар-Бердынское сельское общество, числилось 146 жителей в 35 домохозяйствах. В 1913 году в деревне велось строительство нового здания мектеба. В Статистическом справочнике Таврической губернии. Ч.II-я. Статистический очерк, выпуск пятый Феодосийский уезд, 1915 год, в Петровской волости Феодосийского уезда, на земле Грамматикова, значатся село Арпач 2-й (23 двора (все дворы безземельные) с татарским населением в количестве 96 человек приписных жителей, из которых 52 мужчин и 44 женщин. Жители землёй не владели, в хозяйствах имелось 56 лошадей, 14 волов, 14 коров и 41 голова овец, свиней, или коз) и деревня Арпач 1-й (21 двор также с татарским населением и также все безземельные, в количестве 113 человек приписных жителей, из которых 64 мужчины и 49 женщин. Жители землёй не владели, в хозяйствах имелось 21 лошадь, 73 вола, 14 коров и 52 головы овец, свиней, или коз) — впервые встречаются два отдельных поселения.
После установления в Крыму Советской власти, по постановлению Крымревкома, 25 декабря 1920 года был образован Керченский (степной) уезд, а, постановлением ревкома № 206 «Об изменении административных границ» от 8 января 1921 года была упразднена волостная система и село вошло в состав Петровского района Керченского уезда, а в 1922 году уезды получили название округов. 11 октября 1923 года, согласно постановлению ВЦИК, в административное деление Крымской АССР были внесены изменения, в результате которых округа были отменены, Петровский район упразднили, влив в Керченский район. Согласно Списку населённых пунктов Крымской АССР по Всесоюзной переписи 17 декабря 1926 года, в селе Арпач Джепар-Бердынского сельсовета Керченского района имелось 60 дворов, все крестьянские, население составляло 279 человек, из них 240 татар, 14 русских, 22 украинца и 3 грека, действовала татарская школа I ступени (пятилетка). Постановлением ВЦИК «О реорганизации сети районов Крымской АССР» от 30 октября 1930 года (по другим сведениям 15 сентября 1931 года) Керченский район упразднили и село включили в состав Ленинского. По данным всесоюзная перепись населения 1939 года в селе проживало 284 человека. Время повторного разделения Арпача пока не установлено, на подробной карте РККА Керченского полуострова 1941 года обозначены Большой Арпач, с 29 дворами и Малый Арпач — с 18, на расстоянии примерно 300 м один от другого.
В 1944 году, после освобождения Крыма от фашистов, согласно Постановлению ГКО № 5859 от 11 мая 1944 года, 18 мая крымские татары были депортированы в Среднюю Азию. С 25 июня 1946 года селение в составе Крымской области РСФСР. Указом Президиума Верховного Совета РСФСР от 18 мая 1948 года, сёла Большой Арпач и Малый Арпач объединили и переименовали в Гавриленково. Исключено из учётных данных в 1952 году, в связи с организацией Керченского полигона.

### Динамика численности населения
| - 1805 год — 100 чел. - 1864 год — 99 чел. - 1889 год — 80 чел. - 1892 год — 147 чел. | - 1902 год — 146 чел. - 1915 год — 209/0 чел. - 1926 год — 279 чел. |